# KFVE
KFVE, también conocida por la marca K5 The Home Team, es la estación de televisión afiliada a MyNetworkTV en Hawái. Con sede en Honolulu, KFVE transmitía inicialmente en el canal 6 en 1987, siendo la última estación VHF en ser lanzada en el mercado local. También puede ser vista en el canal 5 de Oceanic Cable. Como estación independiente en sus inicios, KFVE tuvo que realizar programas de bajo presupuesto y emitir series de televisión japonesas (muchas de las cuales fueron después emitidas en la cadena independiente KIKU). Todo esto cambió en 1993, cuando otra estación local, KHNL (luego afiliada a Fox en manos de Providence Journal Company) tomó la administración de KFVE. Este fue el primer ejercicio de compartir administración con KHNL siendo la primera en poseer dos estaciones. La estación actualmente es propiedad de Raycom Media y posee transmisión satelital en todas las grandes islas de Hawái para retransmitir programas fuera del área metropolitana de Honolulu.

## Historia
Originalmente, KFVE estaba enfocada en emitir programación de bajo presupuesto, tales como repeticiones de Hawaii Five-O. Después, bajo la frase "Hawaii is Watching Us Grow" (en español: Hawaii nos está viendo crecer), KFVE se enfocó en las películas y programas sindicalizados. Luego de que KHNL tomó control de KFVE a mediados de los años 90, la cobertura de los eventos deportivos de la Universidad de Hawái en Manoa se trasladó a KFVE, la cual cambió su eslogan a "The Home Team" (en español: El equipo de casa).
El 16 de enero de 1995, KFVE se convirtió en una afiliada de United Paramount Network bajo el nombre de "K-5 UPN Hawaii". El 28 de diciembre de 1998, la estación se convirtió en doble afiliada al agregar programación de The WB. Anteriormente, The WB era emitida en Hawái a través de KWHE.
KFVE fue adquirida por Raycom Media el 31 de diciembre de 1999. Raycom había comprado KHNL a Belo Corporation dos meses antes.
El 2 de septiembre de 2002, KFVE abandonó su afiliación con UPN y se convirtió en afiliada primaria de The WB. La estación cambió su nombre a K-5, The Home Team: Hawaii's WB. En el mercado televisivo de Honolulu, la programación de UPN se trasladó a KHON y KGMB, las cuales fueron afiliadas secundarias con UPN entre 2002 y 2004.
En 2004, KFVE organizó su propio equipo de noticias para comenzar la emisión del único noticiero emitido en el estado a las 9:00 PM, K5 News at Nine, actualmente presentado por los presentadores de KHNL, Howard Dashefsky y Stephanie Lum los días de semana junto con Diane Ako y Paul Drewes los fines de semana.
El lunes 7 de enero de 2008, KFVE lanzó un noticiero adicional que se emite de lunes a viernes, K5 News at 6:30, presentado solamente por Stephanie Lum.

## De The WB a MyNetworkTV
El 7 de marzo de 2006, KFVE anunció que la estación se convertiría en una afiliada de MyNetworkTV luego del fin de transmisiones de The WB en septiembre de ese año como parte de la posterior fusión de The WB con UPN, formando The CW. KFVE era la principal candidata para emitir la señal de The CW, mientras que KIKU emitía la mayor parte de la programación de UPN en la tarde-noche y no en horario estelar. The CW se emite en un subcanal digital de la afiliada local a Fox, KHON-TV, como se anunció el 23 de octubre de 2006.  Archivado el 16 de noviembre de 2006 en Wayback Machine.
KFVE no emitió las dos últimas semanas de The WB en horario estelar, dado que la estación se cambió a MyNetworkTV el 4 de septiembre de 2006. Sin embargo, KFVE continuó emitiendo los bloques Daytime WB y Kids' WB en su horario habitual hasta el cierre de la red.
A diferencia de la mayoría de las afiliadas, KFVE sólo utiliza el logotipo "My K-5 TV" para promocionar la programación de MyNetworkTV, en un hecho similar al de la estación WXSP, de Grand Rapids, Míchigan. El logotipo "K-5 The Home Team" es usado en las demás ocasiones, como por ejemplo para promocionar los noticieros o repeticiones de series.

## Programación
KFVE emite toda la programación de MyNetworkTV; sin embargo, la estación ocasionalmente no emite algunos programas para transmitir eventos deportivos locales u ocasiones especiales.
Debido a que MyNetworkTV emite sólo 12 horas de programación a la semana, la programación sindicada tales como talk-shows, programas de concursos, y programas de juicios cubren una vasta porción de la agenda programática de KFVE (especialmente durante el día). Los programas emitidos por KFVE incluyen Maury, Judge Hatchett, Judge Karen, Judge Joe Brown y The Jerry Springer Show.
KFVE también emite repeticiones de los programas Scrubs, Family Guy y The King of Queens, junto con Smallville los fines de semana. Los fines de semana en la tarde también abundan las películas en la programación de KFVE.
KFVE no cierra sus transmisiones en la madrugada, dado que rellena los espacios sin programación con infomerciales.

## Televisión digital
En 2009, KFVE dejó el canal 5 y se trasladó al canal 23 cuando la transición de televisión análoga a digital se completó definitivamente el 15 de enero de 2009.
En diciembre de 2008, KFVE comenzó sus transmisiones en alta definición debido al debut de su noticiero de las 6:30 PM y 9:00 PM en dicho formato. El 15 de enero de 2009, DirecTV transfirió la señal análoga de KFVE a su señal digital y de alta definición debido al fin de transmisiones análogas. La señal en alta definición de KFVE fue sacada de DirecTV el viernes 16 de enero debido a razones desconocidas. KFVE fue restablecida en DirecTV con una señal digital de definición estándar desde ese entonces.

## Cobertura deportiva
KFVE (K5) es también la señal que alberga la mayor cantidad de eventos deportivos universitarios en el país, dado que la televisora emite más de 100 eventos de la Universidad de Hawái anualmente. Los deportes emitidos por "K-5" incluyen fútbol americano, voleibol masculino y femenino, básquetbol masculino y femenino, béisbol, softball, y fútbol femenino. (KFVE a veces corta la transmisión normal para emitir dichos eventos).
Desde hace tres décadas, KFVE (1994-actualidad) y su estación hermana KHNL (1984-1993) retransmiten en el archipiélago emisiones deportivas de la Universidad de Hawái.